# Уоллес, Крис
Кристофер У. Уоллес (англ. Christopher W. Wallace; 12 октября 1947, Чикаго) — американский телеведущий и политический обозреватель, ведущий программы Fox News Sunday на Fox Broadcasting Company с 2003 года.

## Биография
Родился 12 октября 1947 года в Чикаго в семье американского журналиста Майка Уоллеса и его первой жены Нормы. Его старший брат Питер трагически погиб в 1962 году при восхождении в Греции. В честь брата Крис назвал одного из своих сыновей,. После развода родителей Крис воспитывался матерью и её новым супругом — главой CBS News Биллом Леонардом. Отношения с родным отцом он не поддерживал до 14 лет. Благодаря отчиму он оказался и в журналистике. В 1964 году тот помог Крису оказаться ассистентом Уолтера Кронкайта на очередной Республиканской национальной конвенции.
Уоллес учился в Школе Хотчкисс и Гарвард-колледже. Несмотря на то, что он поступил в Йельскую школу права, юриспруденции Уоллес предпочёл работу в The Boston Globe. В 1972 году он перешёл на телевидение, несколько лет проведя на чикагском канале WBBM-TV, находившемся в подразделении CBS.
Он начал свою карьеру в сетевой журналистике в NBC в 1975 году, где проработал 14 лет, будучи репортёром в Нью-Йорке. Затем Уоллес перешёл в Вашингтонское бюро NBC в качестве политического корреспондента NBC News, а затем стал соавтором и диктором новостей в популярнейшей передаче Today в 1982 году. Он также занимал пост главного корреспондента Белого дома (1982—1989).
Некоторые коллеги называли стиль Уоллеса конфронтационным. Во время пресс-конференции президента Рональда Рейгана в марте 1987 года, посвящённой Иран-контрас, Уоллес спросил Рейгана, почему он отрицал, что Израиль был связан с продажей оружия Ирану «когда вы знали, что это неправда».
Уоллес покинул NBC в 1989 году для работы в ABC. В ABC News Уоллес был старшим корреспондентом и иногда вёл ночные выпуски новостей.
После 14 лет в ABC Уоллес ушёл в 2003 году, чтобы присоединиться к Fox News Channel. Уоллес заменил на посту ведущего Fox News Sunday Тони Сноу.
Комиссия по президентским дебатам выбрала Криса Уоллеса в качестве модератора третьей президентской дискуссии, состоявшейся 19 октября 2016 года в Университете Невады в Лас-Вегасе. Это был первый случай, когда ведущий Fox News модерировал всеобщие президентские дебаты на выборах.
В июле 2018 года после саммита Россия — США в Хельсинки Уоллес провёл жёсткое интервью с российским президентом Владимиром Путиным. В частности, Уоллес спросил Путина о том, почему так много его политических оппонентов в конечном итоге погибло и попытался передать документы, содержащие обвинительное заключение в адрес 12 российских агентов по вмешательству на выборах 2016 года (Путин отказался прикоснуться к бумагам). По словам Аарона Блейка из The Washington Post, Путин был «явно разочарован журналистом, который действительно бросает ему вызов». Вскоре после этого Уоллес с женой посетил Москву и Санкт-Петербург.

## Личная жизнь
Был дважды женат. С 1997 года состоит в браке с Лоррейн Мартин Смотерс (род. 1959), бывшей жены комика Дика Смотерса. У Криса Уоллеса семеро детей.

## Награды и достижения
За свою профессиональную карьеру Уоллес выиграл три награды «Эмми» и премии Альфреда Дюпона, Пола Уайта и ICFJ. Крис Уоллес — единственный человек, который на сегодняшний день был ведущим более чем одного из основных американских официальных утренних ток-шоу в Америке.